# Шкаплеров Антон Миколайович
Антон Миколайович Шкаплеров (народ. 20 лютого 1972, Севастополь) — російський космонавт-випробувач загону ФГБУ «НДІ ЦПК імені Ю. А. Гагаріна», кандидат технічних наук, полковник ВПС РФ (30.12.2009).

## Освіта
- З 1989 по 1992 рік навчався в Чернігівському вищому військовому авіаційному училищі льотчиків (ЧВВАУЛ).
- У 1994 році закінчив з відзнакою Качинське ВВАУЛ.
- У 1997 році закінчив Військово-повітряну інженерну академію імені Жуковського за фахом «льотчик-інженер-дослідник».
- У 2010 році закінчив Російську академію державної служби при Президенті Російської Федерації за фахом «Юриспруденція»

## Досвід роботи
З 1997 по 1998 рік — служба в стройовій частині ВПС в Калузькій області.
З 1998 року — старший льотчик-інструктор пілотажної групи «Небесні гусари» Центру показу авіаційної техніки ВПС, потім — командир ескадрильї авіаполку ВПС в місті Кубинка Московської області. Літає на літаках Л-39 і МіГ-29. 29 травня 2003 року рішенням Міжвідомчої комісії з відбору космонавтів був зарахований до загону космонавтів для проходження загальнокосмічної підготовки. Є 521-м космонавтом світу і 111-м космонавтом Росії.
З 16 червня 2003 року по 28 червня 2005 року пройшов курс загальнокосмічної підготовки і 5 липня 2005 року рішенням Міжвідомчої кваліфікаційної комісії йому присвоєно кваліфікацію «космонавт-випробувач».
У липні 2008 року з'явилися повідомлення про його призначення в дублюючий екіпаж 22-й експедиції на МКС. 21 вересня 2008 це призначення було підтверджено в опублікованому пресслужбою Роскосмоса плані польотів на МКС.
У липні 2009 року з'явилася інформація про його призначення в дублюючий екіпаж 27-ї експедиції і про можливість його призначення в основний екіпаж 29-ї експедиції на МКС. 7 жовтня 2009 року це призначення було підтверджено НАСА (прес-реліз № 09-233).
У листопаді 2009 року пройшов клініко-фізіологічне обстеження і на засіданні ГМК 19 листопада 2009 був визнаний придатним до космічного польоту. 19 грудня 2009 року Міжвідомчою комісією затверджено командиром дублюючого екіпажу корабля «Союз ТМА-17» і члена 22/23-й основних екіпажів МКС.
Під час старту ТК «Союз ТМА-17» 21 грудня 2009 року був дублером командира корабля. На засіданні Міжвідомчої комісії з відбору космонавтів і їх призначенням до складу пілотованих кораблів і станцій 26 квітня 2010 року було атестовано як космонавт загону ФГБУ «НДІ ЦПК імені Ю. А. Гагаріна».
Був призначений в довготривалі екіпажі МКС-29 і МКС-30.
У 2021 році призначений до складу екіпажів МКС-66/МКС-67. Старт ТПК «Союз МС-19» з учасниками проекту «Виклик» (зйомка фільму у космосі) в складі МКС-66 успішно здійснений 5 жовтня 2021 року.

## Польоти

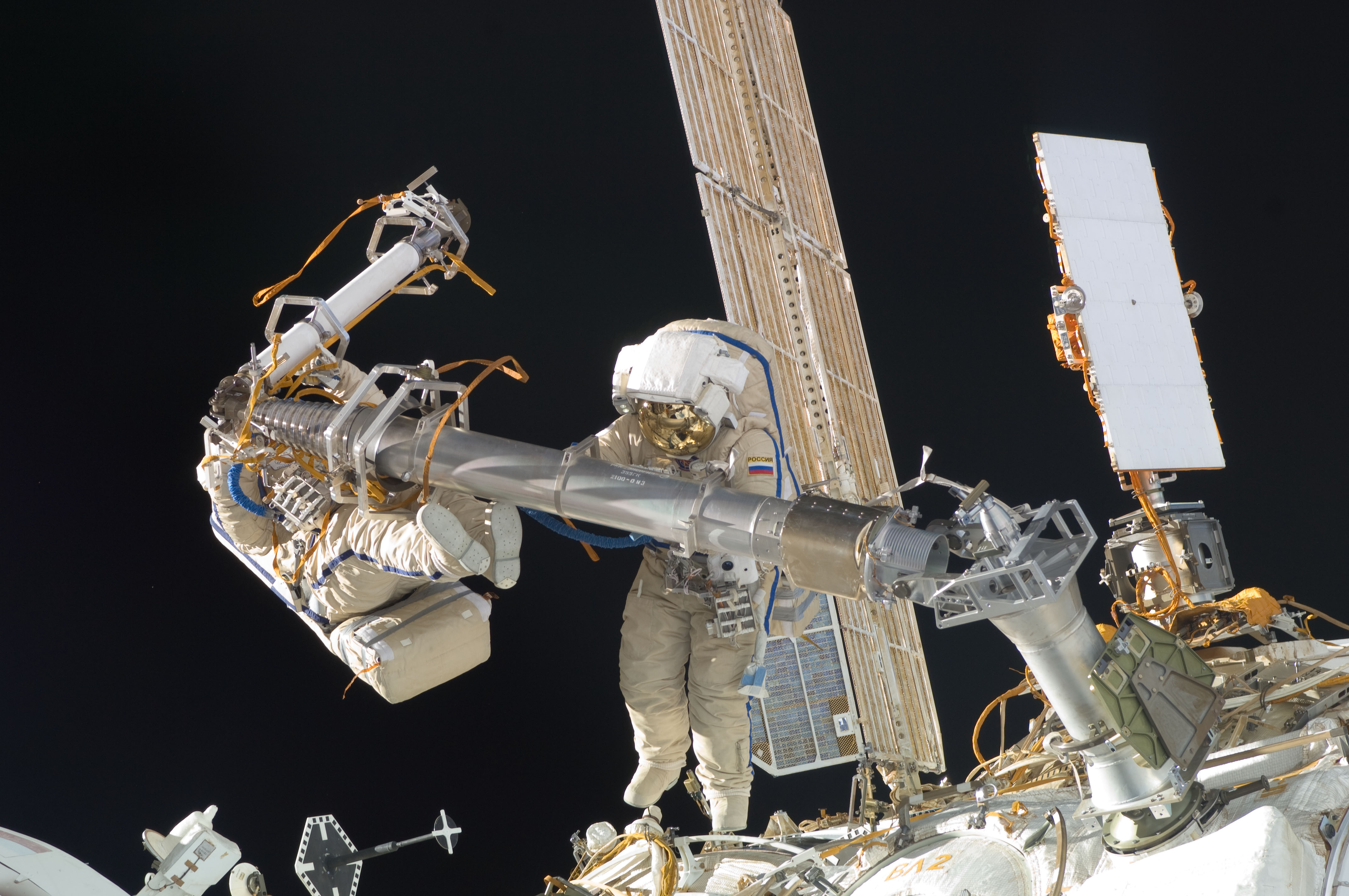
Антон Шкаплеров у космічній прогулянці під час Експедиції 30 у 2012 році зі своїм колегою Олегом Кононенком
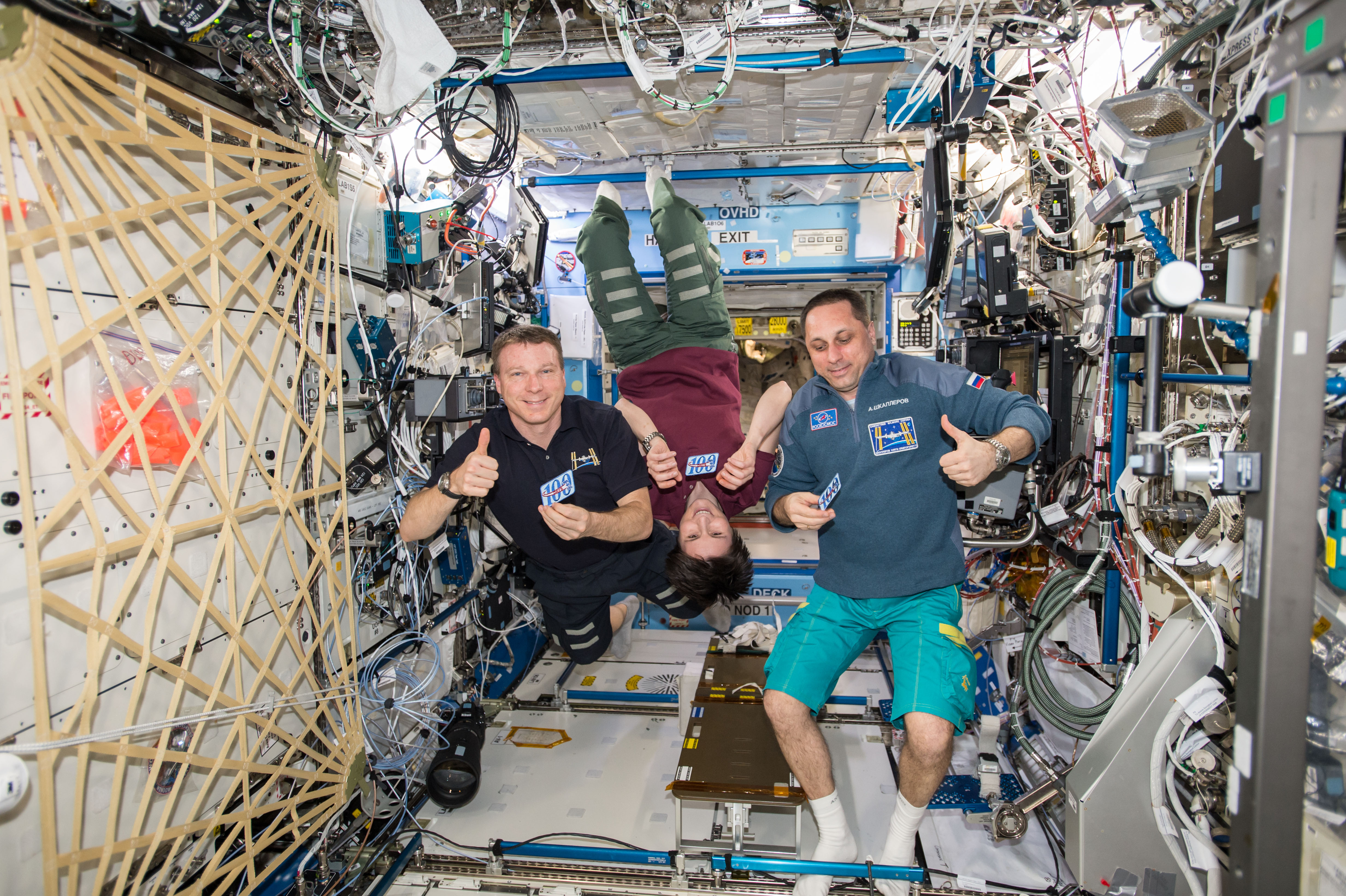
Екіпаж корабля "Союз ТМА-15М" на МКС. Антон праворуч.
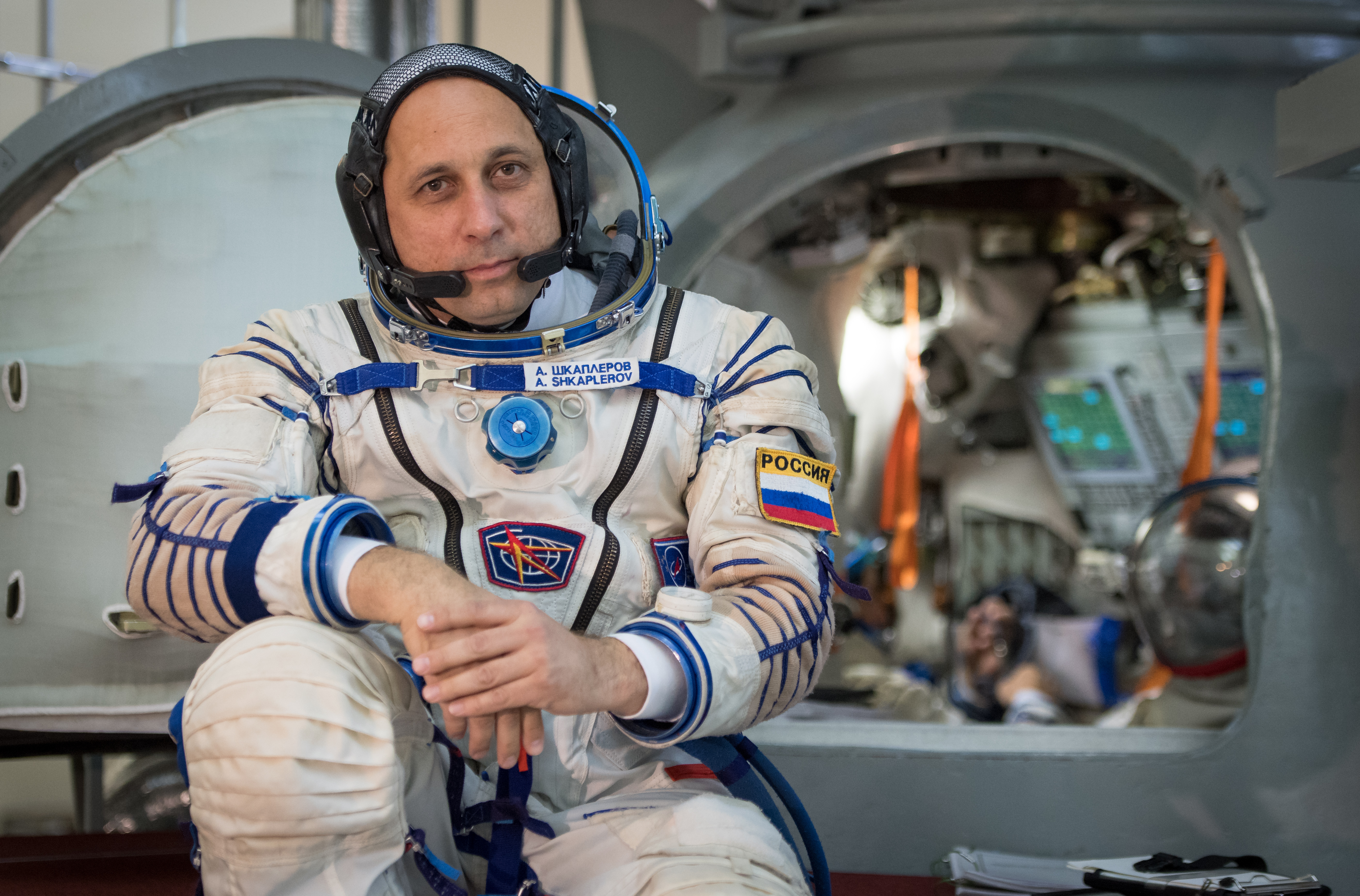
У серпні 2017 в Зоряному містечку в Росії, незадовго до польоту Союз МС-05, у якому Шкаплеров був дублером.

Перший раз стартував 14 листопада 2011 року командиром космічного корабля «Союз ТМА-22» і бортінженера екіпажу МКС за програмою 29-ї і 30-ї основної космічної експедиції. Політ завершений 28 квітня 2012 року — спуск ТПК «Союз-ТМА».
Другий раз стартував 24 листопада 2014 року командиром космічного корабля «Союз ТМА-15М». Політ завершений 11 червня 2015 року — спуск ТПК «Союз-ТМА».
Третій раз стартував 17 грудня 2017 року як командир космічного корабля «Союз МС-07». Політ завершений 3 червня 2018 року — спуск КК «Союз МС-07».
Четвертий старт відбувся 5 жовтня 2021 року як командира космічного корабля «Союз МС-19».

Статистика
| # | Стартовий корабель | Старт, UTC        | Експедиція              | Корабель посадки | Посадка, UTC      | Наліт                       | Виходи у відкритий космос | У відкритому космосі |
| - | ------------------ | ----------------- | ----------------------- | ---------------- | ----------------- | --------------------------- | ------------------------- | -------------------- |
| 1 | Союз ТМА-22        | 14.11.2011, 4:14  | Союз ТМА-22, МКС-29/30  | Союз ТМА-22      | 27.04.2012, 11:45 | 165 діб 7 годин 31 хвилина  | 1                         | 6 годин 15 хвилин    |
| 2 | Союз ТМА-15М       | 23.11.2014, 21:01 | Союз ТМА-15М, МКС-42/43 | Союз ТМА-15М     | 11.06.2015, 13:44 | 199 діб 16 годин 43 хвилини | 0                         | 0                    |
| 3 | Союз МС-07         | 17.12.2017, 7:21  | Союз МС-07, МКС-54/55   | Союз МС-07       | 03.06.2018, 12:39 | 168 діб 5 годин 18 хвилин   | 1                         | 8 годин 13 хвилин    |
| 4 | Союз МС-19         | 05.10.2021, 8:55  | Союз МС-19, МКС-65/66   | Союз МС-19       | ?                 | ?                           | ?                         | ?                    |
|   |                    |                   |                         |                  |                   | 533 діб 5 годин 31 хвилина  | 2                         | 14 годин 28 хвилин   |

## Сімейний стан
Одружений, в сім'ї 2 дочки: Кіра і Христина.

## Галерея

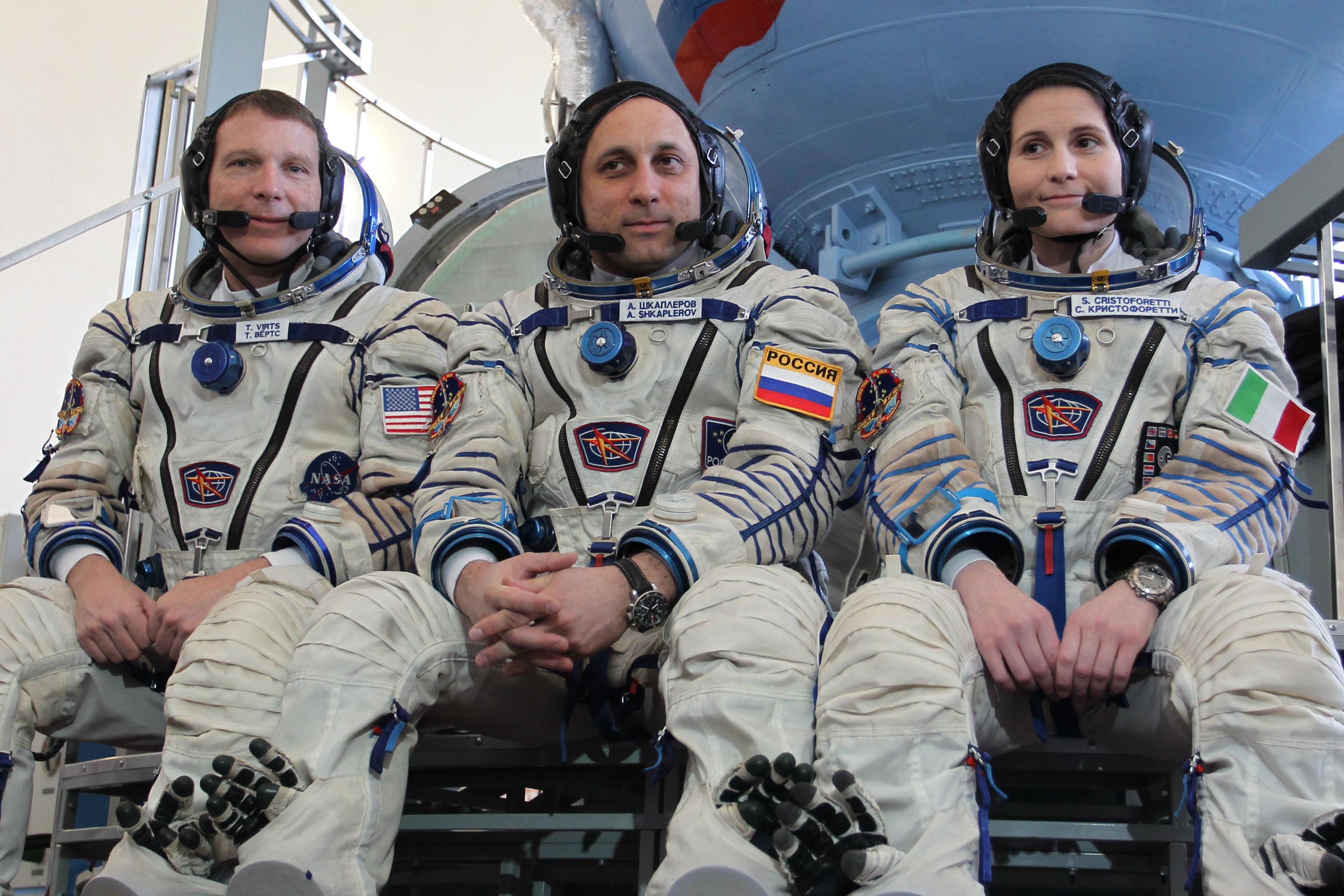
Експедиція 40 (дублери Союз ТМА-13М) в Зоряному містечку, 6 травня 2014
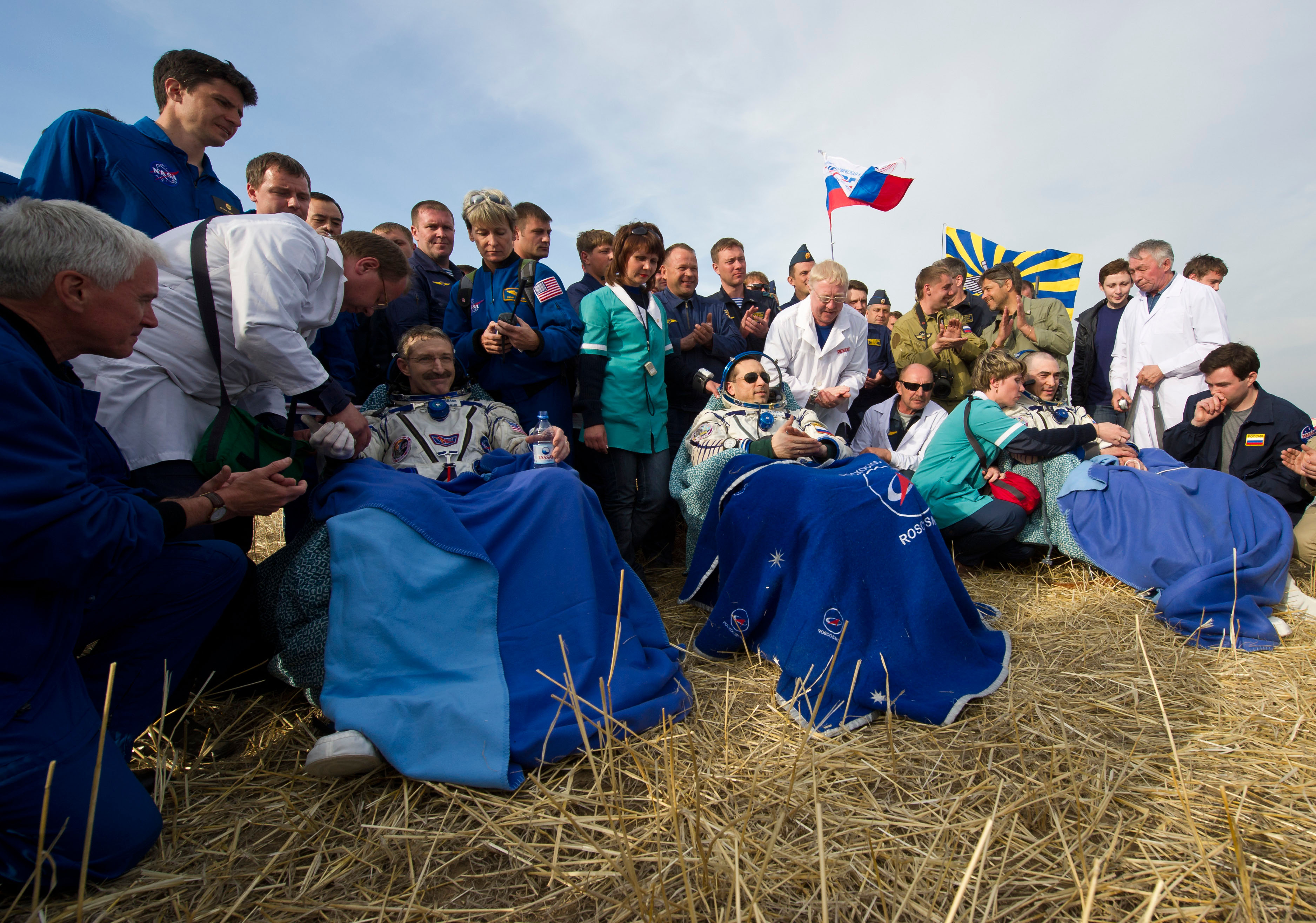
Відразу після посадки Союз ТМА-22
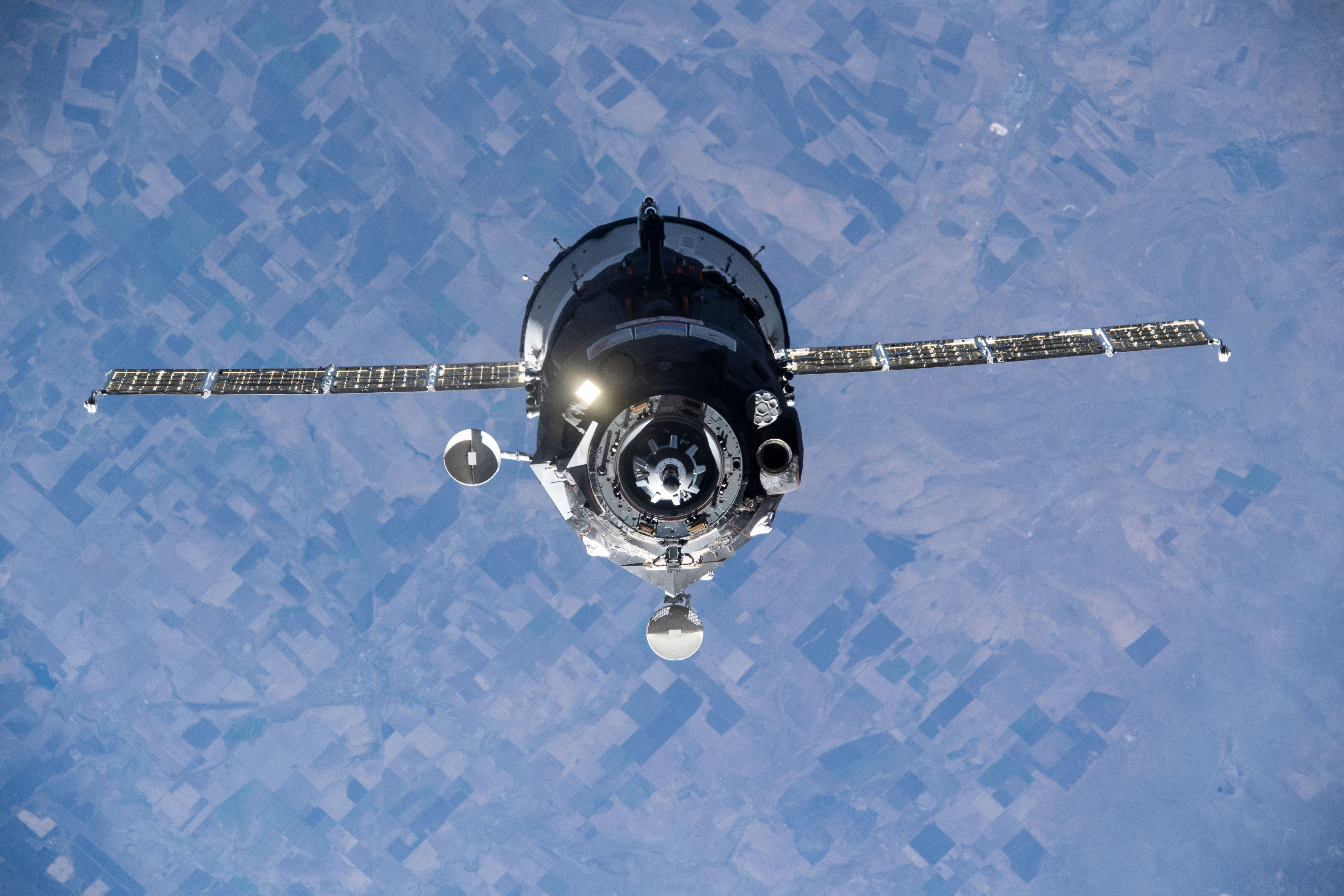
Союз МС-19 наближається до МКС 5 жовтня 2021
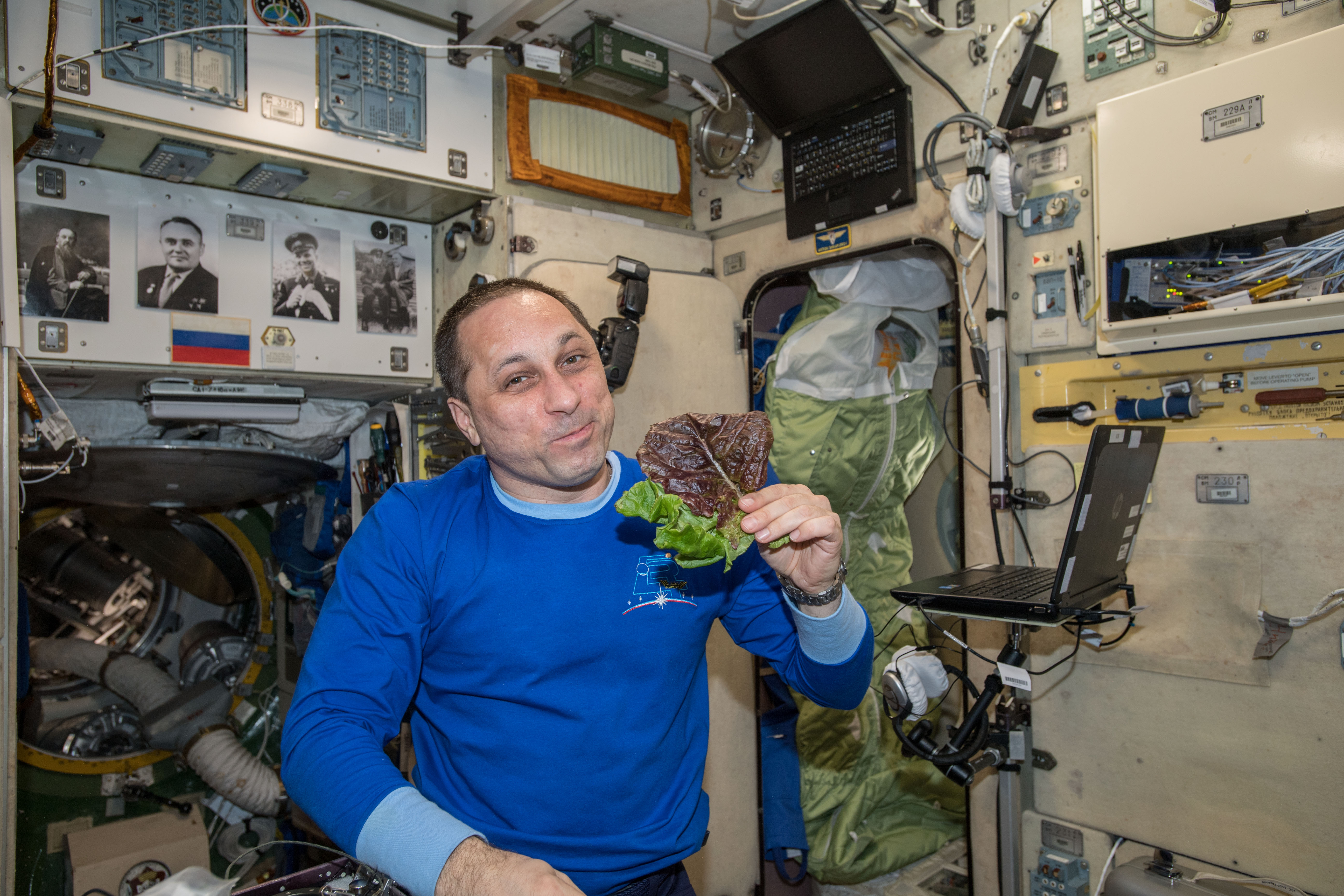
Антон Шкаплеров їсть салат, вирощений в космосі, експеримент VEG-03
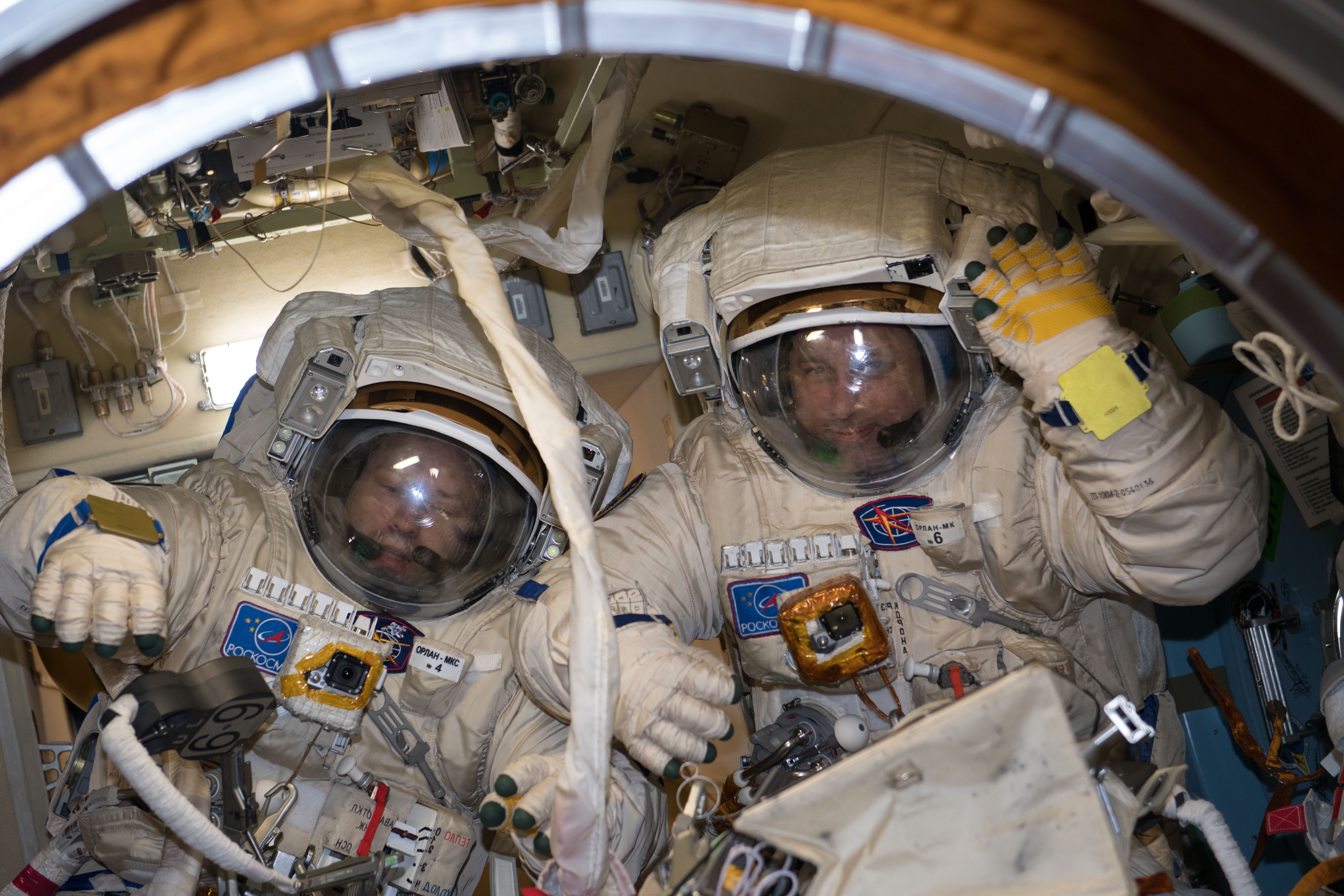
У скафандрах
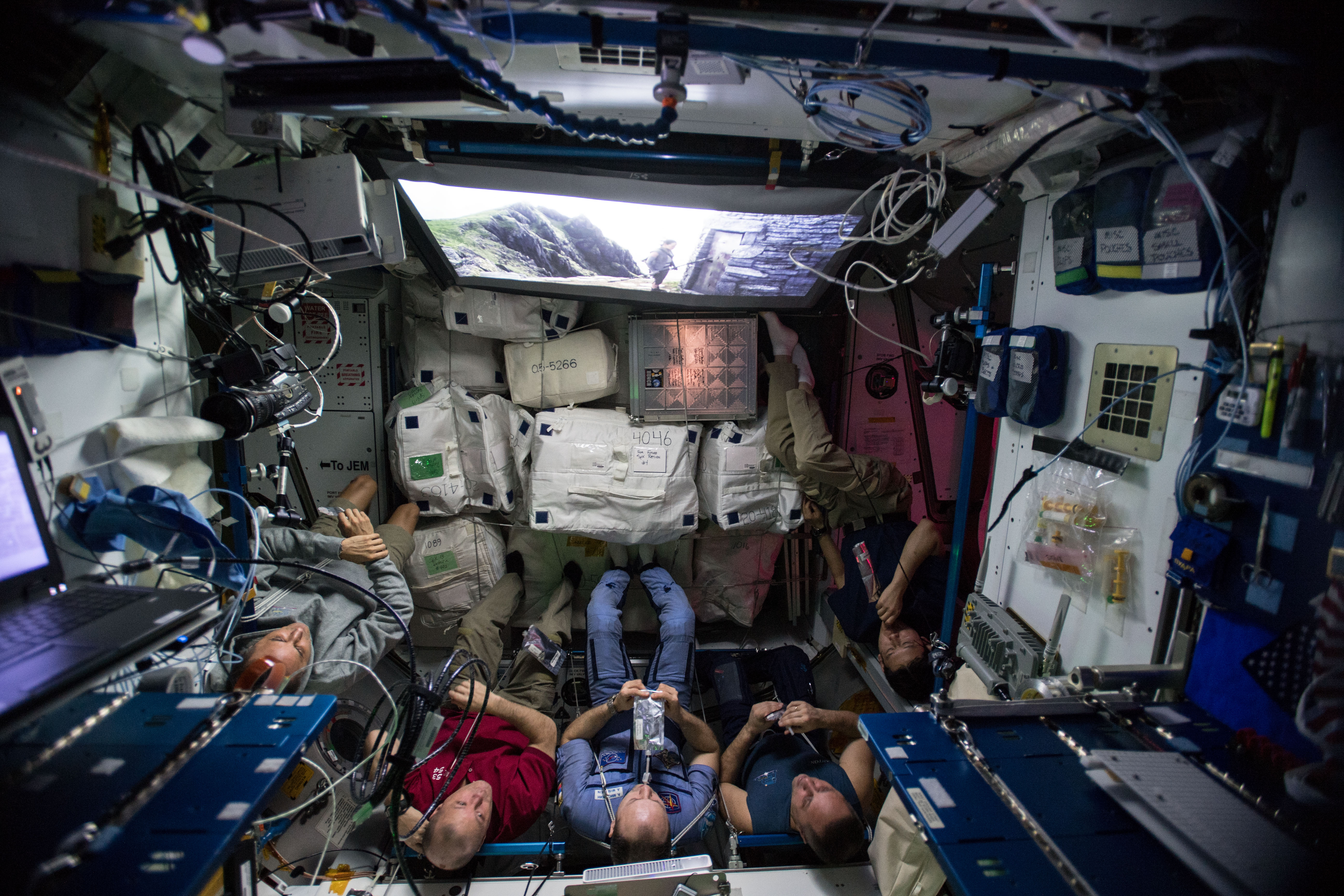
Під час перегляду фільму Star Wars: The Last Jedi, модуль Гармоні
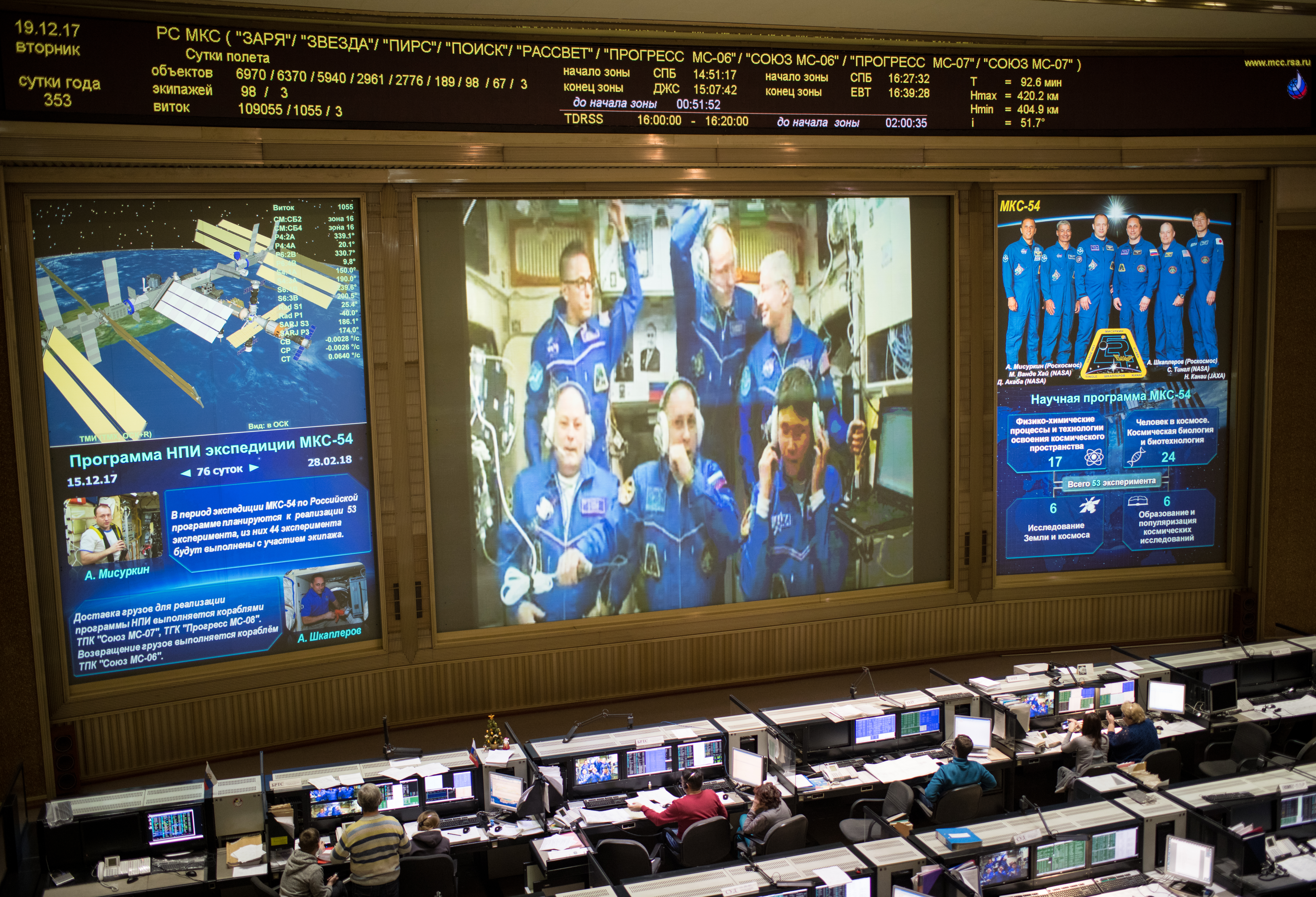
Сеанс зв'язку із космонавтами у 2017 році
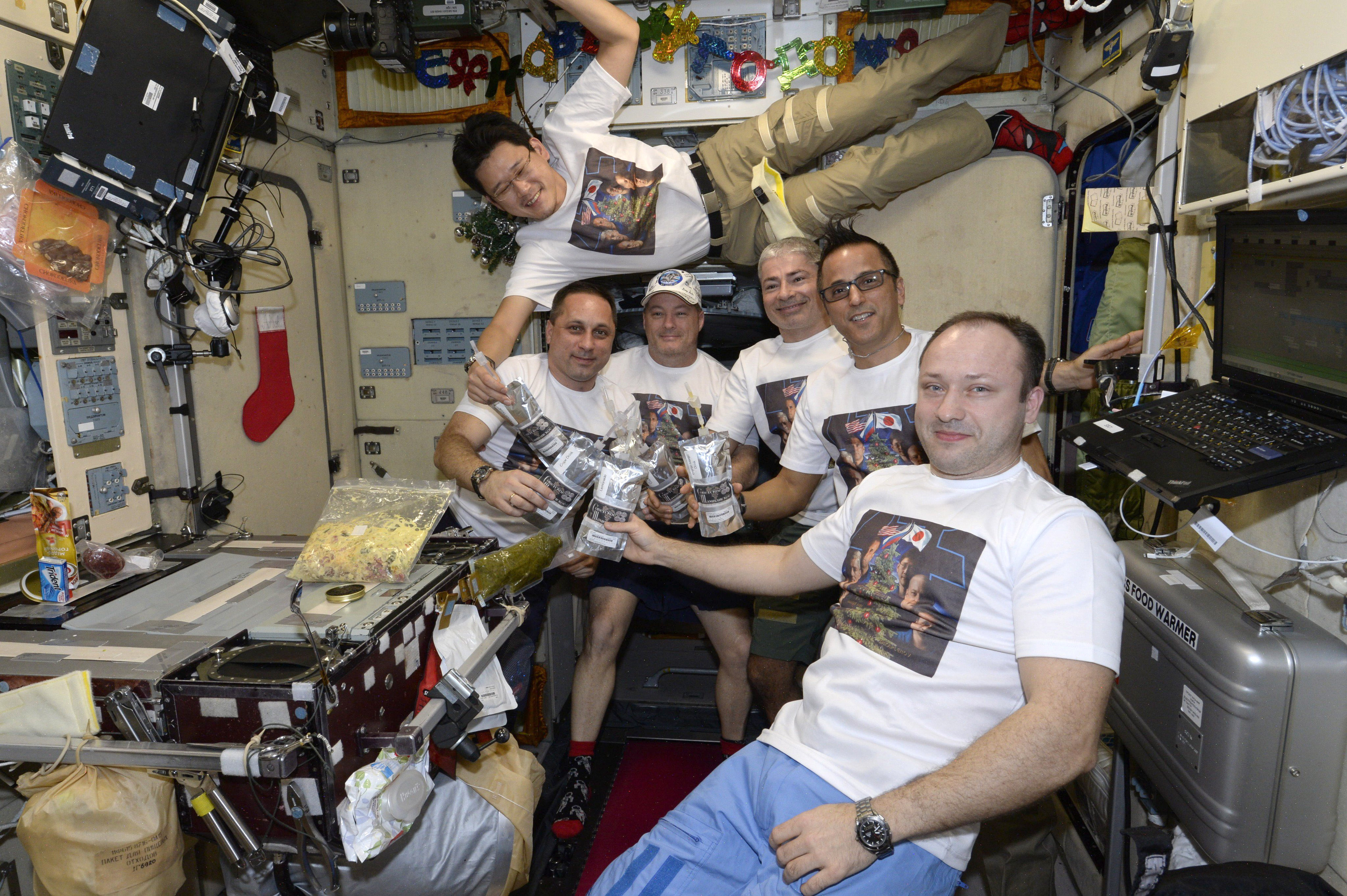
Новорічний стіл у 2018
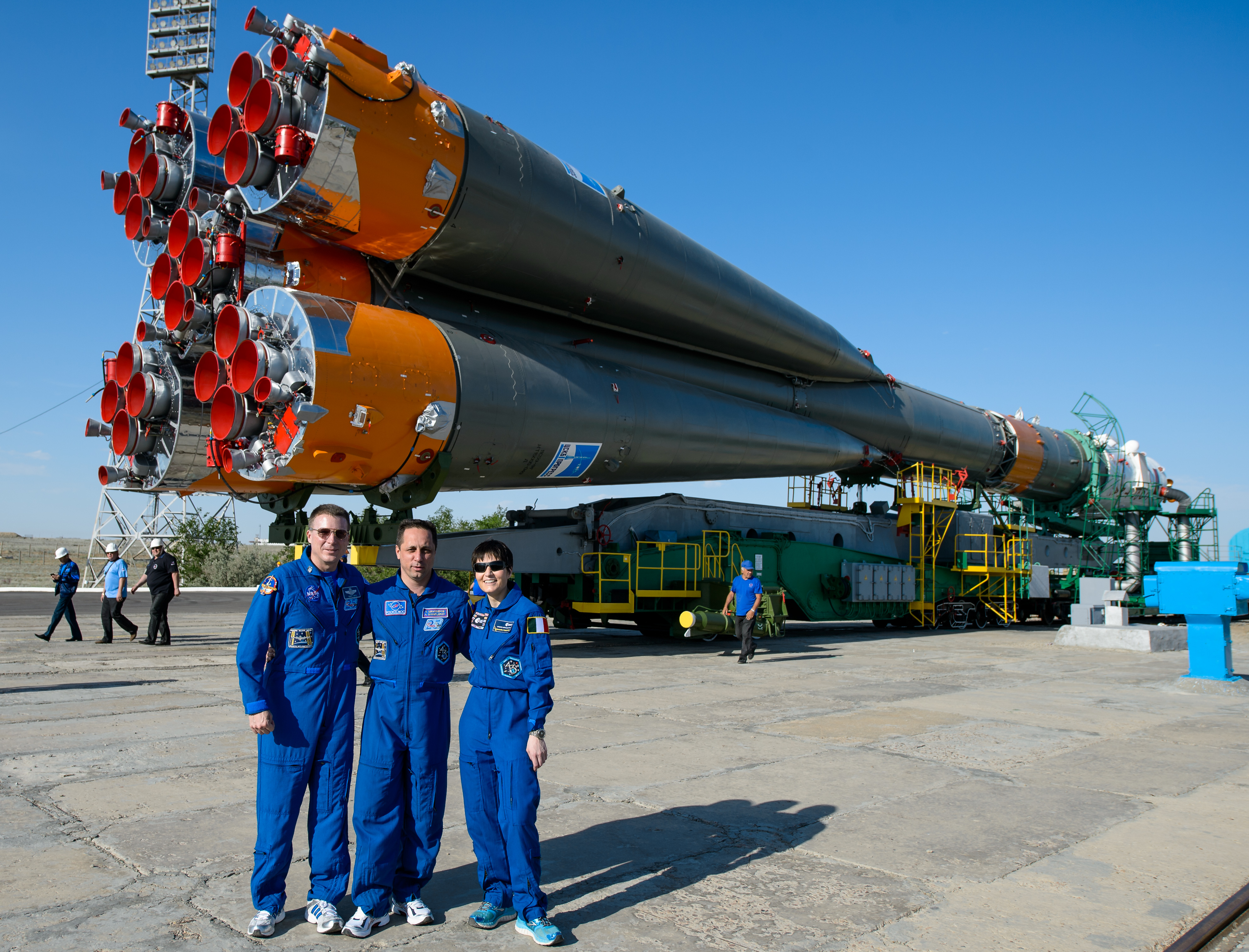
Експедиція 40 перед РН Союз 26 травня 2014.

## Нагороди та звання
- Герой Російської Федерації (Указ Президента Росії від 2 листопада 2013 року[8]);
- орден «За заслуги перед Вітчизною» III ступеня (29 травня 2019 року) — за мужність і високий професіоналізм, проявлені при здійсненні тривалого космічного польоту на Міжнародній космічній станції[9];
- орден «За заслуги перед Вітчизною» IV ступеня (26 січня 2017 року) — за мужність і високий професіоналізм, проявлені при здійсненні тривалого космічного польоту на Міжнародній космічній станції[10];
- медалі Міністерства оборони Російської Федерації: «За військову доблесть» II ступеня, «За зміцнення бойової співдружності», «За відзнаку у військовій службі» I, II, III ступеня, «За службу у Військово-повітряних силах», «100 років Військово повітряним силам»;
- медаль Олексія Леонова (Кемеровська область, 2015) — за здійснений в 2011 році вихід у відкритий космос[11];
- знак преподобного Сергія Радонезького (Московська область, 15 січня 2021 року) — за особливо плідну державну, благодійну та громадську діяльність на благо Московської області[12];
- Льотчик-космонавт Російської Федерації[8];
- Космонавт 1-го класу (14.08.2018, «За зразкове виконання пілотованих космічних польотів за програмою МКС, а також відповідно до Положення про космонавтів РФ»)[13];
- медаль «За видатну громадську службу» (НАСА);
- медаль «За космічний політ» (НАСА);
- «Почесний громадянин міста-героя Севастополя» (11.09.2012);
- з 9 березня 2013 року почесний громадянин міста Гагарін «за великі заслуги в області дослідження, освоєння і використання космічного простору, багаторічну сумлінну працю, активну громадську діяльність, продовження зоряного подвигу Юрія Олексійовича Гагаріна»[14].